# Tormafölde, Zala
Tormafölde  este un sat în districtul Lent, județul Zala, Ungaria, având o populație de 352 de locuitori (2011). 

## Demografie
Componența etnică a satului Tormafölde
     Maghiari (94,85%)
     Romi (4,24%)
     Necunoscut (0,91%)
     Alții (0,91%)
Componența confesională a satului Tormafölde
     Fără religie (5,97%)
     Necunoscută (93,18%)
     Reformați (0,85%)
Conform recensământului din 2011, satul Tormafölde avea 352 de locuitori. Din punct de vedere etnic, majoritatea locuitorilor (94,85%) erau maghiari, cu o minoritate de romi (4,24%). Apartenența etnică nu este cunoscută în cazul a 0,91% din locuitori. Nu există o religie majoritară, locuitorii fiind  și persoane fără religie (5,97%). Pentru 93,18% din locuitori nu este cunoscută apartenența confesională.